# Alwa's Legacy
Alwa's Legacy es un videojuego metroidvania desarrollado por Elden Pixels y lanzado por primera vez en 2020. Luego de salvar a la tierra de Alwa en el juego previo de Elden Pixels, Alwa's Awakening, la protagonista de la serie, Zoe, intentará regresar a casa a su mundo original.

## Jugabilidad
Los jugadores controlarán a Zoe, una chica que ha sido invocada al mundo de Alwa. Después de sus aventuras en Alwa's Awakening, Zoe tratará de volver a su hogar, pero se cruzará con enemigos en su camino. A pesar de ser una secuela, la historia es independiente. Alwa's Legacy clona a los juegos del tipo metroidvania de la era de los 16-bit. Es un videojuego de desplazamiento lateral con elementos de puzles y plataformas, y arte pixelado. Un modo alternativo, al ser desbloqueado, desafía a los jugadores a pasar el juego sin violencia.

## Desarrollo
Alwa's Legacy fue financiado en Kickstarter. Antes de comenzar su diseño, Elden Pixels hizo una lista de las quejas más comunes de Alwa's Awakening, e intentaron mejorar en cada una. En particular, querían mejorar el mapa, reducir el retroceso, y acelerar el movimiento de la protagonista Zoe. Fue lanzado para Windows y Linux el 17 de junio de 2020. Debido a su pequeño tamaño, lanzar el juego en múltiples plataformas por sus propios medios fue imposible, y el port de Nintendo Switch fue atrasado. El port de Switch fue lanzado el 29 de septiembre de 2020. Al igual que el primer juego, las ventas de la versión de Switch superaron aquellas de la versión de Steam. En septiembre de 2021, fue empaquetado con el juego anterior, Alwa's Awakening, en Alwa's Collection para PlayStation 4 y Switch.

## Recepción
Alwa's Legacy recibió reseñas positivas en Metacritic. Múltiples reseñas mencionaron las mejoras hechas desde los juegos previos. El analista de NintendoWorldReport elogió los elementos de jugabilidad más modernos, PC Gamer aclamó el mapa mejorado, y TouchArcade lo llamó una «entrega muy fuerte, pero algo segura, en el género» con mecánicas mejores que en el juego anterior. Nintendojo dijo que «sube las apuestas en prácticamente todos los sentidos», y lo llamó «una adición brillante a la librería de la Switch». Nintendo Life dijo que «demuestra rutinariamente una maestría de los elementos necesarios para un buen metroidvania».